# دوغلاس كنت هال
دوغلاس كنت هال (بالإنجليزية: Douglas Kent Hall)‏ (12 ديسمبر 1938، فيرنال في الولايات المتحدة - 30 مارس 2008، ألباكركي في الولايات المتحدة)؛ مصور، شاعر وروائي أمريكي.